# Provinz Loreto
Die Provinz Loreto liegt in der Region Loreto im Norden von Peru. Die Provinz hat eine Fläche von 67.434 km². Beim Zensus im Jahr 2017 lebten 62.437 Menschen in der Provinz. 10 Jahre zuvor lag die Einwohnerzahl bei 62.165. Verwaltungssitz ist das am Río Marañón gelegene Nauta.

## Geographische Lage
Die Provinz Loreto liegt zentral in der Region Loreto im Amazonastiefland. Sie erstreckt sich entlang dem Río Marañón zwischen den Einmündungen von Río Huallaga im Westen und Río Ucayali im Osten. Die Provinz besitzt eine maximale Längsausdehnung in NNW-SSO-Richtung von etwa 375 km sowie eine Breite von 150 km. Der Norden der Provinz wird von den Flüssen Río Urituyacu (im Westen) und Río Patayacu (im Osten) in südlicher Richtung durchflossen. Der Süden wird vom Río Marañón in östlicher Richtung durchflossen.
Im Norden reicht die Provinz Loreto bis an die Staatsgrenze zu Ecuador. Im Osten grenzt die Provinz an die Provinz Maynas, im Süden an die Provinz Requena sowie im Westen an die Provinzen Alto Amazonas und Datem del Marañón.

## Verwaltungsgliederung
Die Provinz Loreto ist in fünf Distrikte unterteilt. Der Distrikt Nauta ist Sitz der Provinzverwaltung.
| Distrikt    | Verwaltungssitz        |
| ----------- | ---------------------- |
| Nauta       | Nauta                  |
| Parinari    | Santa Rita de Castilla |
| Tigre       | Intuto                 |
| Trompeteros | Villa Trompeteros      |
| Urarinas    | Maypuco                |